# Tamatia chacuru
Nystalus chacuru
Espèce
Statut de conservation UICN

 LC  : Préoccupation mineure
Le Tamatia chacuru (Nystalus chacuru) est une espèce d'oiseau de la famille des Bucconidae.